# Simone Ponzi
Simone Ponzi, född 17 januari 1987 i Manerbio, är en professionell tävlingscyklist från Italien. Simone Ponzi blev silvermedaljör i U23-världsmästerskapens linjelopp under säsongen 2008. Efter resultatet blev han professionell med det italienska UCI ProTour-stallet Lampre inför säsongen 2009. 

## Amatörkarriär
Simone Ponzi slutade trea på Ponton 2006 bakom Daniel Oss och Manuel Belletti.
Resultaten började komma under säsongen 2007. Han vann den slovenska tävlingen Trofeo Zssdi - Un. Circ. Sloveni in Italia och den italienska tävlingen Trofeo Franco Balestra - Memorial Giampietro Metelli. I mars slutade Simone Ponzi tvåa på Castello Brianza och Memorial Danilo Furlan. Han slutade även tvåa på U23-tävlingen Giro delle Regiones sjätte etapp bakom Ben Swift. Simone Ponzi slutade trea i Bibano di Godega S. Urbano bakom Daniel Oss och Andrea Fin. Simone Ponzi vann också U23-nationsmästerskapen i Italien och tillsammans med Marco Bandiera, Gianluca Brambilla, Manuele Boaro och Davide Malacarne vann han prologen (TTT) av Giro del Veneto e delle Dolomiti. I slutet av juli blev Simone Ponzi tredje man på den italienska tävlingen GP Inda - Trofeo Aras Frattini a.m. bakom Bruno Rizzi och Adriano Malori. Ponzi vann också de mindre tävlingarna Vitolini och Ponton.
Under säsongen 2008 slutade Simone Ponzi tvåa i U23-tävlingen Trofeo Matteotti bakom Sacha Modolo. Ponzi vann i juni 2008 den italienska tävlingen Giro del Casentino, han vann också etapp 6 av Giro della Valle d'Aosta. På etapp 5 av Giro della Valle d'Aosta slutade italienaren på andra plats bakom Ben Swift. I september vann Ponzi U23-tävlingen Giro Del Canavese - Trofeo Sportivi Valperghesi framför Ben Swift och Angelo Pagani. I slutet av september samma år tog Simone Ponzi silvermedaljen i U23-världsmästerskapens linjelopp bakom Fabio Duarte Arevalo. Säsongen avslutades med en femte plats i GP Ezio del Rosso.

## Professionell karriär
Med anledning av de bra resultaten under säsongerna 2007 och 2008, och tack vare silvermedaljen i världsmästerskapen, blev Simone Ponzi kontrakterad av det italienska UCI ProTour-stallet Lampre-N.G.C..
Under sitt första år som professionella slutade han på femte plats i Marco Pantani Memorial 2009 bakom italienarna Roberto Ferrari, Giovanni Visconti, Valerio Agnoli och Francesco Ginanni.
Under säsongen 2010, slutade italienaren tvåa på etapp 4 av Settimana Internazionale Coppi e Bartali bakom Marko Kump.
Inför säsongen 2011 blev han kontrakterad av det italienska stallet Liquigas och vann Coppa Papà Carlo och GP Kranj under året. Han slutade också tvåa i Trofeo Laigueglia, Coppa Agostoni och GP Industria Artigianato e Commercio Carnaghese. Han tog också hem fjärde platsen i Cyclassics Hamburg bakom Edvald Boasson Hagen, Gerald Ciolek och Borut Božič.
Astana Team blev Ponzis stall under 2012 och han tog fjärde platsen på etapp 3 av Settimana Internazionale Coppi e Bartali bakom Diego Ulissi, Rory Sutherland och Danilo Di Luca.